# الشرطة (السدة)

تعديل مصدري - تعديل

الشرطة محلة تابعة لقرية وسمان، التابعة لعزلة وادي عصام بمديرية السدة إحدى مديريات محافظة إب في الجمهورية اليمنية.، بلغ تعداد سكانها 298 حسب تعداد اليمن لعام 2004.